# Gare de Kōnomiya
La gare de Kōnomiya (国府宮駅, Kōnomiya-eki) est une gare ferroviaire de la ville d'Inazawa, dans la préfecture d'Aichi au Japon. Elle est exploitée par la compagnie Meitetsu.

## Situation ferroviaire
Kasamatsu est située au point kilométrique (PK) 80,9 de la ligne principale Nagoya.

## Historique
La gare est inaugurée le 15 février 1924.

## Service des voyageurs

### Accueil
La gare dispose d'un bâtiment voyageurs, avec guichets, ouvert tous les jours.

### Desserte
- Ligne principale Nagoya :
  - voies 1 et 2 : direction Ichinomiya et Gifu
  - voies 3 et 4 : direction Nagoya, Toyohashi et Aéroport international du Chūbu